# Smalkämpar
Smalkämpar (Plantago holosteum) är en grobladsväxtart som beskrevs av Giovanni Antonio Scopoli. Enligt Catalogue of Life ingår Smalkämpar i släktet kämpar och familjen grobladsväxter, men enligt Dyntaxa är tillhörigheten istället släktet kämpar och familjen grobladsväxter. Arten förekommer tillfälligt i Sverige, men reproducerar sig inte.

## Underarter
Arten delas in i följande underarter:
- P. h. grovesii
- P. h. holosteum
- P. h. libanotica
- P. h. littoralis
- P. h. macrantha
- P. h. gallica

## Bildgalleri

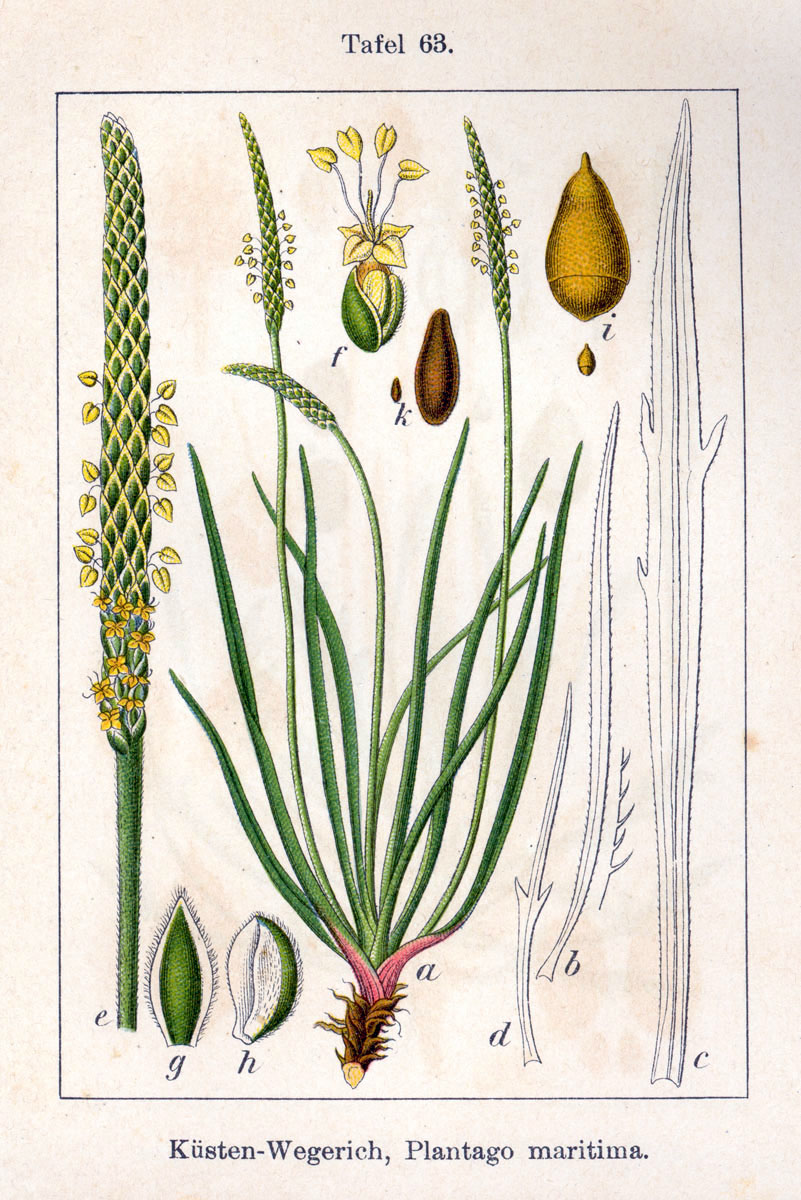